# Castelvetro Piacentino
Castelvetro Piacentino ist eine italienische Gemeinde (comune) mit 5336 Einwohnern (Stand 31. Dezember 2023) in der Provinz Piacenza in der Emilia-Romagna. Die Gemeinde liegt etwa 23 Kilometer ostnordöstlich von Piacenza und etwa 5 Kilometer südwestlich von Cremona am Po. Castelvetro Piacentino ist die nordöstlichste Gemeinde der Provinz Piacenza und grenzt unmittelbar an die Provinz Cremona.

## Geschichte
Die Gemeinde wird erstmals im Jahre 1055 urkundlich erwähnt.

## Verkehr
Der Bahnhof von Castelvetro Piacentino liegt an der Bahnstrecke Cremona–Fidenza, und von dort fängt die Strecke nach Piacenza an.